# Персей (математик)
Персей (др.-греч. Περσεύς, ок. 150 до н. э.) — древнегреческий математик. Ни одна из его работ не сохранилась. Персей известен только по нескольким упоминаниям у Прокла и Гемина, которые пишут о нём как об открывателе спирических линий — сечений тора плоскостью, параллельной его оси.
Самое известное спирическое сечение — это лемниската Бернулли, представляющая собой геометрическое место точек, для которых произведение расстояний до двух заданных точек равно квадрату половины расстояния между этими точками. Древнегреческие математики называли эту кривую гиппопедой — «лошадиные путы» (сейчас этим словом также называют гиперболическую лемнискату Бута).